# Genzone
Genzone (lombardul: Gensón) település Olaszországban, Lombardia régióban, Pavia megyében.  Genzone Copiano, Corteolona, Gerenzago és Filighera községekkel határos.

## Népesség
A település lakossága az elmúlt években az alábbi módon változott: